# بطولة تونس للكرة الطائرة للرجال 1984-1985
بطولة تونس للكرة الطائرة للرجال 1984-1985 هو الموسم رقم 30 من بطولة تونس للكرة الطائرة للرجال.

فاز بهذا الموسم النادي الرياضي الصفاقسي.

## روابط خارجية
- الموقع الرسمي للجامعة التونسية للكرة الطائرة.